# Włóka
Włoka (litauisch valakas) war ein litauisches und polnisches Flächenmaß sowie als Feldmaß im Großfürstentum Litauen und im Königreich Polen in Anwendung. Das Maß gilt als polnische Hufe. Das Maß galt seit der Festlegung vom 1. Januar 1819 bis zur Einführung der russischen Maße und Gewichte per 19. April (1. Mai) 1849.
- 1 Włoka = 90 Quadrat-Sznurów/Sznurów kwadratowego = 9000 Quadrat-Pretow/Quadratruten = 506.250 Quadrat-Lokci = 900.000 Quadrat-Precików/kleine Quadrat-Ruten = 1.609.800 Pariser Quadrat-Fuß = 169.866 Quadratmeter (30 Morgów/Morgen (1 M. = 55,9872 Ar[1]))

Ein polnischer Morgen kann mit etwa 56 Ar gerechnet werden.